# ونجان
ونجان روستایی از توابع شهرستان میانه استان آذربایجان شرقی است که در دهستان تیرچایی بخش کندوان شهرستان میانه واقع شده‌است.
كانال تلگرامي روستاvanjankati
فاصله روستای ونجان تا میانه، حدود۳۵ کیلومتر است. مردم روستا به زبان ترکی آذربایجانی تکلم می‌کنند. جمعیت ونجان حدود ۸۰ خانوار می‌باشد. جمعیت این روستا پس از انقلاب ۱۳۵۷، بعلت مهاجرت به شهرهای بزرگ کاهش یافت ولی در سالهای اخیر با اتخاذ سیاست‌های حمایتی از سوی دولت و ایجاد امکانات رفاهی نظیر اب بهداشتی، برق، گاز و جاده‌های اسفالته، روند مهاجرت از شهر به روستا به‌طور نامحسوسی افزایش یافته‌است. روستای ونجان استعداد سرمایه‌گذاری در زمینه‌های گردشگری، کشاورزی و باغداری را با توجه به شرایط اب و هوای معتدل و نیمه کوهستانی را دارد. در زمینه گردشگری نیز کارهای صورت پذیرفته‌است و با طرح هادی متأسفانه بافت قدیمی این روستا از بین رفت ولی باعث ارتقا مدنیت در این روستا شده‌است.
تصریح درانتشارمطلب"افزودن مطلب
کاربرویکی پدیا
بهنام جوادی
روستای ونجان یا به تلفظ اهالی ونگان واقع شده دردهستان تیرچایی بخش کندوان حدود ۱۰کیلومتری قسمت شمالی روستای اونلیق همجواربا روستای کسلان که فاصله تقریبی آن با شهرستان میانه حدود ۲۵ کیلومتراست.
اهالی روستای ونجان هم اکنون درحال انجام سرمایه گذاری دربخش زیرساخت ها وآبادانی وپیشرفت این دیاروساخت خانه باغ وویلاهای مدرن میباشند.
روستان ونجان با مردمانی کوشا وبا فرهنگ که تابه اکنون میزبان ده ها هنرمند وبازیگر بوده وشایان ذکراست که آهنگ آنا یوردوم آذربایجان توسط خواننده محبوب احمدنایبی دراین خطه سرسبز سروده شده است.
ضمنا این روستا زادگاه پدری دو هنرمند معروف کشور آقای هادی کاظمی (دوو برره) و سارا رسول زاده(نجلا) می باشد
این روستا دارای خان سالار هایی در دوران قبل انقلاب بوده است 
که از جمله خان سالار ها
زاهدی ها 
صادقی ها 
می باشند
مردم روستا به کشاورزی و دامپروری اشتغال دارند و همواره می کوشند برای آبادی
از محصولات این روستا به سیب و آلوچه و گردو و گیلاس و آلبالو به دست اورد ‌
به گفته برخی از اهالی و مطالعه آثار باستانی پی برده شد که این روستا قدمت بیش از ۲۰۰۰ساله دارد 
و پایه گذاران آن طایفه ات چیلار (صادقی ها) می باشند